# The Spooky Bunch
Pour plus de détails, voir Fiche technique et Distribution.
The Spooky Bunch (en chinois: 撞到正, Zhuàng dào zhèng) est un film hongkongais réalisé par Ann Hui, sorti en 1980.

## Fiche technique
- Titre : The Spooky Bunch
- Titre original : 撞到正, Zhuàng dào zhèng
- Réalisation : Ann Hui
- Scénario : Joyce Chan
- Pays d'origine : Hong Kong
- Format : Couleurs - 1,85:1 - Mono - 35 mm
- Genre : Comédie, action
- Durée : 97 minutes
- Dates de sortie :
  - Hong Kong : 22 mai 1980
  - États-Unis : 5 décembre 1980 (Honolulu, Hawaii)

## Distribution
- Josephine Siao : Ah Gee
- Kenny Bee : Dick
- Olivia Cheng
- Cheung Kam
- Kwan Chung : One
- Lau Hark-sun : oncle Dang
- Tina Lau
- Zheng Mengxia : Maria